# AFC Săgeata Năvodari
El AFC Săgeata Năvodari fue un club de fútbol rumano de la ciudad de Năvodari, en el distrito de Constanţa, fundado en 2010 por inversionistas del AS Săgeata Stejaru como el club sucesor del desaparecido CS Năvodari. El equipo disputa sus partidos como local en el Stadionul Petromidia y juega en la Liga I.

## Entrenadores
- Constantin Gache (julio de 2011–abril de 2012)
- Constantin Funda (interino) (abril de 2012)
- Aurel Șunda (abril de 2012–enero de 2013)
- Constantin Gache (enero de 2013–abril de 2013)
- Mihai Guliu (interno) (abril de 2013–junio de 2013)
- Tibor Selymes (junio de 2013–diciembre de 2013)
- Gheorghe Butoiu (interino) (diciembre de 2013)
- Cătălin Anghel (diciembre de 2013–)